# Angas
Gli Angas, conosciuti anche come Ngas o Kerang, sono un gruppo etnico nigeriano, localizzato prevalentemente nello stato di Plateau, nella Nigeria centrale. La loro lingua, chiamata anch'essa angas o ngas, appartiene al gruppo delle lingue ciadiche, ed è quindi imparentata con la lingua hausa.

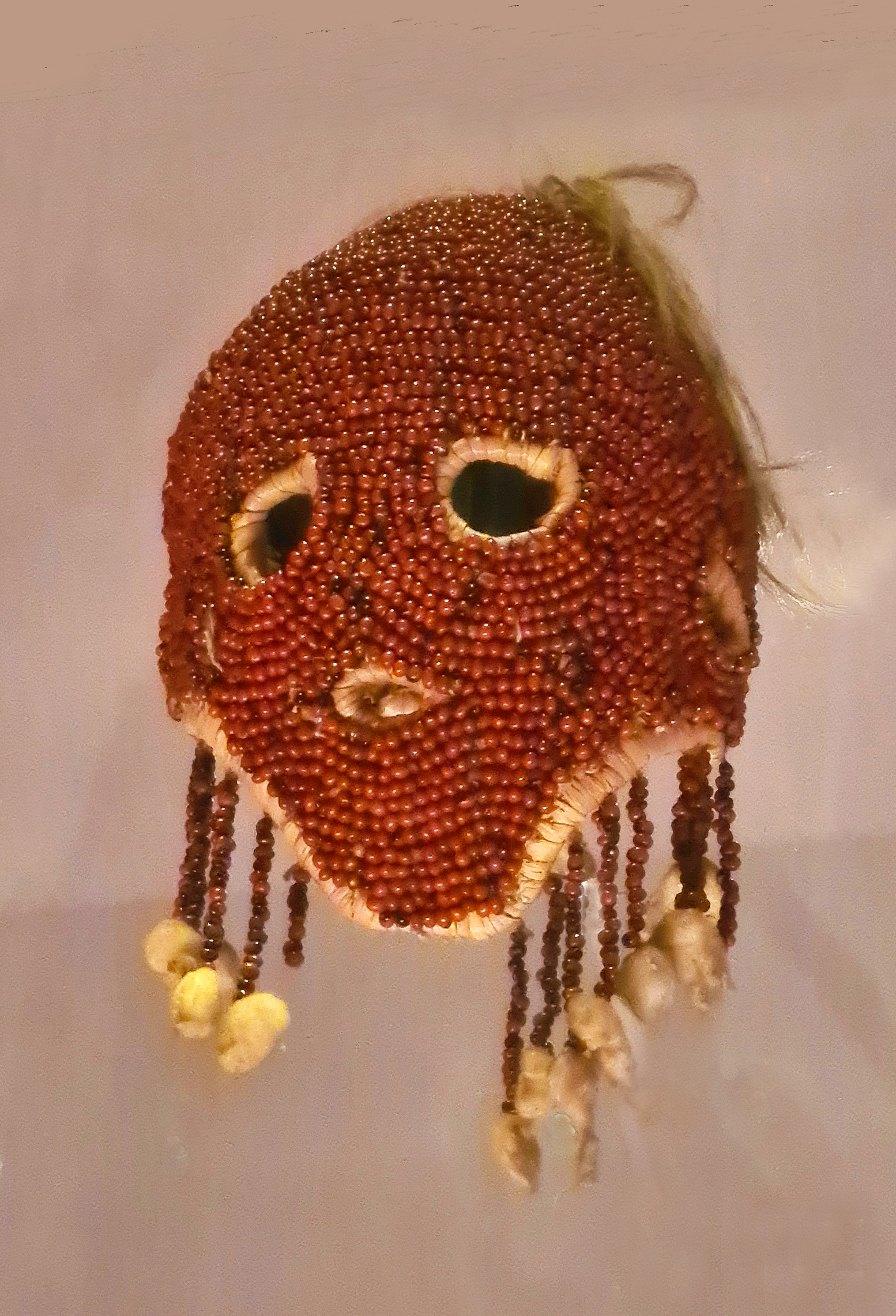
Maschera angas (British Museum).

## Storia
Secondo il folklore locale, gli Angas migrarono dall'Impero Bornu prima di abitare il Plateau. Durante l'insediamento, il gruppo si suddivise nei distretti di Ampang, Amper e Kabwir. Gli abitanti di Kabwir furono guidati dal leader Gwallam, mentre ad Amper da Kendim. Successivamente anche l'altopiano di Jos venne occupato.

## Insediamenti
La città più grande è Pankshin. Il distretto di Ampang è caratterizzato da colline e crinali, mentre il suolo ricco di granito consente ai contadini locali di crescere miglio, granturco e mais tramite il terrazzamento. I massi di granito sono usati come fondamenta per le case.

## Festività
La festa locale più importante è lo Tsafi Tar (o Mos Tar), dove viene celebrata la fine della stagione. Il festival è di solito svolto durante il periodo del raccolto.